# Karen Zoid
Karen Zoid, nombre real Karen Louise Greeff (Bruselas, 10 de agosto de 1978) es una cantautora, guitarrista y presentadora de televisión sudafricana. Sus canciones de estilo pop/rock están interpretadas en inglés y afrikáans.
También es conocida por presentar la serie de televisión Republiek van Zoid Afrika y también se desempeñó como jurado de The Voice South Africa.

## Biografía
Es hija de un diplomático sudafricano y nació en Bélgica, de pequeña se mudó a Johannesburgo.
Estudió arte dramático en la Escuela Sudafricana de Medios Cinematográficos y Actuaciones en Vivo. 
En 2004, se casó con Don Reineke; tuvieron un hijo en enero de 2007 y se divorciaron en 2010.

## Álbumes
- Poles Apart (2002)
- Chasing The Sun (2003)
- In Die Staatsteater DVD (2003)
- Media (2005)
- Postmodern World (2007)
- Alive in a Postmodern World DVD (2008)
- Ultimate Zoid (2009)
- Terms & Conditions (2010)
- Zoid Afrika (2012)
- Drown Out The Noise (2015)
- Op Die Oomblik Deel 1 (2017)
- Op Die Oomblik Deel 2 (2019)
- Under The Covers - Live (2021)
- Humanoid (2023)